# Свргавање Слободана Милошевића
Свргавање Слободана Милошевића уследило је након демонстрација 5. октобра 2000. у Београду, након чега је Слободан Милошевић прихватио резултат избора за председника Савезне Републике Југославије 24. септембра који је објавила Демократска опозиција Србије и потврдила Савезна изборна комисија. Овај догађај је у српској јавности познат и као Пети октобар, Петооктобарска револуција, Петооктобарска контрареволуција, Петооктобарски преврат, Петооктобарске демонстрације, Петооктобарске промене, Демократске промене или Булдожер револуција, у зависности од политичке перспективе посматрања овог догађаја.

## Позадина догађаја

### Период пре избора
Неки политички теоретичари, научници и аналитичари владавину Слободана Милошевића често описују као ауторитарну или аутократску, као и клептократску, са бројним оптужбама за изборне преваре, политичка убиства, сузбијање слободе медија и полицијску бруталност.
Због рата на Косову и Метохији, Савет безбедности Уједињених нација је 1998. поново увео међународне санкције СР Југославији. Слободан Милошевић је постао први председник неке државе против којег је подигнута међународна оптужница за ратне злочине. Након неуспелих преговора у Рамбујеу, НАТО је у марту 1999. године започео бомбардовање оптужујући југословенске и српске власти плански врше етничко чишћење косовских Албанаца. Напади су суспендовани у јуну, након потписивања војно-техничког споразума о повлачењу југословенске војске и полиције са територије Косова и Метохије.
Водећи медији у Србији су константно сатанизовали опозиционе актере. У октобру 1998. године је, на захтев министра информисања Александра Вучића, усвојен Закон о јавном информисању, који је остао запамћен по томе што је увео високе новчане казне за новинаре чије се писање косило са политиком режима Слободана Милошевића, а дошло је и до гашења редакција независних медија. Један од оснивача и уредника независних листова, Славко Ћурувија, је убијен 11. априла 1999. године.
Опозициона коалиција Савез за промене је организовао неколико демонстрација против режима Слободана Милошевића почевши од августа 1999. године. У октобру је извршен покушај атентата на опозиционог политичара Вука Драшковића у којем је живот изгубило четири особе. Коалиција Демократска опозиција Србије је формирана почетком 2000. године. У јуну је још једном извршен покушај убиства Драшковића, а недуго након тога је Драшковић напустио ДОС. Уочи савезних избора 2000. године помињало се да би Иван Стамболић могао да иступи као један од вођа уједињене опозиције и против-кандидат Милошевићу за председника СРЈ, а у августу 2000. су га отели и убили припадници ЈСО-а.

### Завршни митинг Слободана Милошевића
20. септембра Слободан Милошевић одржао је завршни митинг на војном аеродрому у Беранама. Милошевић је, говорећи на завршном предизборном скупу СНП-а пред неколико десетина хиљада људи, поручио народу Црне Горе да добро размисли где ће живети, јер ће та одлука бити у њиховом интересу.
"Слободу не браните оружјем, већ чашћу. Добро размислите где ћете живети, јер ће та одлука бити у вашем интересу. Тај интерес видим у слободној земљи, заједно са Србијом и заједно са свима који данас живе у Југославији. Ви сами одлучите да ли је ваш интерес такав живот или неки други живот. У сваком случају желим вам срећу."
Он је додао да је СРЈ данас изложена невиђеним економским, психолошким, војним и медијским притисцима и да Црна Гора полаже испит пред својом историјом.
Црногорском народу је поручено - или ћете живети као сиротиња у свом смешном епу о слободи, или ћете имати виши стандард, а своје митове о слободи независности и јунаштву сместите у цетињски музеј. Подразумева се да ће касније, заједно с гуслама и народном ношњом, бити приказивани америчким естрадним звездама и енглеским уседелицама, кад дођу да се купају на Светом Стефану за џабе или као гости неког подгоричког Додика.
Грађани су носили југословенске заставе и транспаренте на којима је писало "Југославија наша домовина", "Кфор напоље", "Слобо, слободо", као и слике Милошевића и Момира Булатовића, председника СНП-а и савезног премијера. Милошевића су поздрављали скандирањем "Слобо, Југославија".
На помен имена црногорског председника Мила Ђукановића окупљени су узвикивали "Мило Турчине" и "Мило лопове".
Радио-телевизија Србије известила је да је југословенског председника у Беранама дочекало више од 100.000 људи. Државни медији у Србији навели су да су се у Беранама окупили грађани из целе Црне Горе "којима је на срцу Југославија".
На завршном скупу говорили су и савезни премијер Момир Булатовић, а присутни су били функционери СНП-а, СПС-а, ЈУЛ-а, као и начелник Генералштаба ВЈ Небојша Павковић.

### Резултати избора
Након објављивања спорних резултата избора 2000. године којима је опозициони кандидат Војислав Коштуница на председничким изборима према прелиминарним резултатима око добио нешто преко 49% гласова и да ће бити одржан други изборни круг, Демократска опозиција Србије позвала је грађане да се 5. октобра 2000. године окупе испред Савезне скупштине како би се супротставили великој изборној крађи коју је Савезна изборна комисија спровела по налогу Слободана Милошевића, доносећи велике количине гласачких листића са простора Косова и Метохије на коме није било српског становништва а Албанци су изборе бојкотовали. ДОС је затражио да Слободан Милошевић до четвртка, 5. октобра, у 15 часова, призна изборну вољу грађана изражену на савезним, председничким и локалним изборима одржаним 24. септембра 2000. где је кандидат Војислав Коштуница победио са 50,24%. Такође је захтевано и да генерални директор, главни уредник и уређивачки колегијум Радио-телевизије Србије поднесу оставке, а да РТС промени уређивачку политику и омогући објективно информисање о збивањима у Србији. ДОС је захтевао и да се сви ухапшени пусте на слободу и да се повуку потернице и кривичне пријаве покренуте против оних који су протестовали за поштовање изборне воље грађана Србије.

### „Другог круга неће бити“
Протест је започео штрајковима рудара у рудницима Колубаре 29. септембра, што је довело до већег застоја производње струје у Србији. Председник Савезне изборне комисије Милисав Миленковић је обавестио председнике изборних комисија изборних јединица да су „приведене крају припремне радње“ за други круг председничких избора, 8. октобра. Наступили су бројни протести грађана Србије против изборне крађе. Војислав Коштуница је затражио од Слободана Милошевића да призна пораз у првом кругу председничких избора и указао на опасност избијања отворених сукоба у Србији: „Ми ни у какав други круг не можемо да идемо, јер бисмо тиме постали саучесници у крађи бирачких гласова. Превара из првог круга не може се поништити другим, петим или ко зна којим кругом“. У првим данима октобра, долази до масовне грађанске непослушности и фактичке блокаде функционисања државе.

### Милошевићево последње обраћање јавности у својству председника
Неколико дана пре кључних демонстрација, Милошевић се обратио јавности у телевизијском говору, у коме је покушао да упозори становништво како, наводно, стране силе имају намеру да успоставе марионетску владу у Србији, као што су то већ учиниле у појединим другим државама. Даље је изразио сумњу у позадину организовања „организоване групације“ странака под именом Демократска опозиција Србије, напомињући да, наводно, делују под утицајем земаља са запада које су учествовале у рату против Југославије и Србије. Истакао је да су обећања ДОС-а лажна и да до брзог раста стандарда грађана и економског просперитета неће доћи. Даље је нагласио како би мањина богатих била састављена од шверцерске мањине, којој би било допуштено да буде богата само под условом да буде у сваком погледу лојална команди која одлучује о судбини њихове земље. У обраћању младим научницима, стручњацима и интелектуалцима је рекао да су земље лишене суверенитета по правилу лишене и права на стваралаштво, а нарочито на стваралаштво у области науке. Велики центри, велике моћи, финансирају научно стваралаштво, контролишу домашаје и одлучују о примени његових резултата. При крају обраћања јавности, Милошевић наводи да се пред други круг избора, новац уноси у земљу и поткупљују грађани, да се користи за штрајкове, застрашивање, жеља је да „стане живот“, и др. Један број грађана учествује у разним субверзивним делатностима за које каже да тиме свесно учествују у поробљавању сопствене земље са погубним последицама, али и да: „...сносе историјску одговорност за укидање права својој земљи да постоји, али сносе одговорност и за губљење контроле над сопственим животом и живот своје деце. И многе друге људе.“
Милошевић је на крају истакао како је његов мотив био да изрази сопствено мишљење, што није личне природе, јер је два пута биран за председника Србије и једном за председника Југославије, а кључни део говора је:
 Ваљда би сваком после ових десет година требало да буде јасно да они не нападају Србију због Милошевића, него нападају Милошевића због Србије. Моја савест у том погледу је савршено мирна. Моја савест, међутим, не би била ни најмање мирна ако свом народу не бих, после свих ових година на његовом челу, рекао шта мислим о његовој судбини ако би му ту судбину наметнуо неко други, макар и тако што би народу објашњавао како је такву судбину изабрао сам. Та заблуда да бира сам оно што за њега бира неко други, најопаснија је заблуда и главни је разлог моје одлуке да се обратим грађанима Југославије.

## Протести 5. октобра
Присталице ДОС-а долазиле су у Београд од раног јутра, организовано из више праваца, из целе Србије, а предводили су их лидери ДОС-а. Око 15 часова грађани окупљени на митингу испред Скупштине СРЈ покушали су да уђу у зграду Скупштине где се припремао изборни материјал за најављени спорни други круг избора.

### Демонстранти испред Скупштине
Група људи је око 15.35 кроз прозор ушла у југословенски парламент. Полиција је успела да великом количином сузавца растера знатан број људи са платоа испред Скупштине СРЈ.
Више десетина грађана ушло је на врата Савезне скупштине око 16 часова, док су се полицајци који су до тада чували зграду повукли. Из десног крила Скупштине вијорио се густ, црни дим, а већина стакала на згради су полупана. Демонстранти су током сукоба демолирали неколико полицијских возила у Косовској улици иза југословенског парламента. Током сукоба полиције и демонстраната чула се и пуцњава из ватреног оружја. Командир београдске полиције око 17 часова затражио је разговор са представницима ДОС-а. Око 18 часова припадници полицијске станице у улици Мајке Јевросиме положили су оружје и прикључили се демонстрантима. У Ургентни центар је примљено више десетина грађана са лакшим и тежим повредама. Полиција је бацила сузавац и у близини зграде Радио-телевизије Србије, док је група демонстраната на багеру кренула да се пробије до улаза.
Однето је око 90 слика, од којих је 35 враћено током наредних неколико година, апеловано је да се врате и преосталих 55 слика.

### РТС у пламену
Зграда РТС-а у Таковској улици је потом запаљена, а редовни програм РТС-а је престао да се емитује после 17 сати. На сва три програма државне телевизије емитовани су спотови, рекламе и снимљене емисије. Радио-телевизија Студио Б од послеподне је почела да емитује редовне вести о збивањима на улици. Касније, једна за другом и све остале телевизије почињу да извештавају о стварним догађајима на београдским улицама. Једини електронски медиј у Београду који је и пре и у току 5. октобра слободно и професионално извештавао о постизборној кризи и протестима, био је Радио Индекс.

### Уништавање изборног материјала
Током демонстрација, демонстранти су ушли у седиште Савезне изборне комисије и један део гласачких листића из другог изборног круга, од којих су неки били попуњени, бацили кроз прозор.

## Ноћ између 5. и 6. октобра
Новоизабрани председник СРЈ Војислав Коштуница обратио се предвече грађанима са терасе Скупштине града Београда, а потом и преко РТС-а. Демократска опозиција Србије је формирала кризни штаб за кључне функције у земљи у координацији са новим председником, а представници ДОС-а разговарали су током ноћи са челницима државне и јавне безбедности. Испред Скупштине града јутро је дочекао велики број људи.

## Признавање пораза
Дана 6. октобра се Слободан Милошевић обратио народу преко телевизије и званично је признао пораз на председничким изборима. 7. октобра је Др Војислав Коштуница положио председничку заклетву пред посланицима Савезне Скупштине као први демократски изабрани председник СРЈ.

## Привремена влада
Након признања победе Војислава Коштунице за председника СРЈ, формирана је привремена Влада коју су чинили Миломир Минић, као председник и др Небојша Човић и Спасоје Крунић, као потпредседници, колегијум министра унутрашњих послова: Божо Прелевић, Стеван Никчевић и Слободан Томовић, колегијум министра финансија: Љубиша Јовановић, Бојан Димитријевић и Борислав Милачић, колегијум министра правде: Драган Субачић, Сеад Спаховић и Зоран Николић и колегијум министра за информације: Бисерка Матић-Спасојевић, Богољуб Пејчић и Ивица Дачић. Привремена влада је имала задатак да управља Србијом до организовања поновљених избора за народне посланике Републике Србије 23. децембра 2000. године.